# Belmonte in Sabina
Pour les articles homonymes, voir Belmonte.
Belmonte in Sabina est une commune italienne de la province de Rieti, dans la région Latium.

## Administration
| Période                                  | Période | Identité | Étiquette | Qualité |
| ---------------------------------------- | ------- | -------- | --------- | ------- |
|                                          |         |          |           |         |
| Les données manquantes sont à compléter. |         |          |           |         |

### Communes limitrophes
Longone Sabino, Rieti, Rocca Sinibalda, Torricella in Sabina.

## Personnalité
- Celestino Rosatelli (1885-1945), ingénieur, pionnier de l'aviation.